# گورستان جوب بور ۲
گورستان جوب بور ۲ مربوط به دوره ساسانی است و در شهرستان چرداول، بخش مرکزی، دهستان شباب، روستای جوب بور واقع شده است. این اثر در تاریخ ۳۰ دی ۱۳۸۵ با شمارهٔ ثبت ۱۶۸۸۸ به عنوان یکی از آثار ملی ایران به ثبت رسیده است.